# Ciad
Il Ciad (AFI: /ˈʧad/; in arabo تشاد‎?, Tšād; in francese Tchad), ufficialmente Repubblica del Ciad, è uno Stato dell'Africa centrale che confina a nord con la Libia, a est con il Sudan, a sud-ovest con Camerun e Nigeria, a ovest con il Niger e a sud con la Repubblica Centrafricana. Ha una superficie di 1.284.000 km² e una popolazione di 16.8773.57 abitanti, per una densità di 8,9 ab/km²..
Il Ciad è costituito da diverse regioni climatiche: una zona desertica a nord, un'arida cintura saheliana al centro, mentre il sud è caratterizzato da una più fertile savana sudanese. Il lago Ciad, da cui il paese prende il nome, è la seconda zona umida più grande dell'Africa. La capitale, N'Djamena, è anche la città più estesa e popolosa del paese. Le lingue ufficiali del Ciad sono l'arabo e il francese. Sono presenti oltre 200 diversi gruppi etnici e linguistici. Islam (52%) e cristianesimo (44%) sono le religioni più diffuse e praticate.
Le popolazioni umane iniziarono a stanziarsi in gran numero nel bacino del Ciad a partire dal VII millennio a.C. Entro la fine del I millennio d.C., la striscia saheliana del Ciad vide l'ascesa e la caduta di una serie di stati e imperi, ciascuno concentrato sul controllo delle rotte commerciali trans-sahariane che attraversavano la regione. La Francia conquistò il territorio nel 1920 e lo incorporò come parte dell'Africa Equatoriale Francese. Nel 1960, il Ciad ottenne l'indipendenza sotto la guida di François Tombalbaye. Il risentimento verso le sue politiche nel nord a maggioranza musulmana culminò in una lunga guerra civile, iniziata nel 1965. Nel 1979 i ribelli conquistarono la capitale e posero fine all'egemonia del sud; tuttavia, i comandanti ribelli iniziarono a combattere tra loro finché Hissène Habré non sconfisse i suoi rivali. Nel 1978 la Libia invase il Paese, portando a un conflitto che si interruppe solo nel 1987 con un intervento militare francese (Operazione Épervier). Hissène Habré fu a sua volta rovesciato nel 1990 dal suo generale Idriss Déby. Con il sostegno francese, nel 1991 fu avviata una modernizzazione dell'esercito nazionale del Ciad. Dal 2003, la crisi del Darfur nel confinante Sudan portò a una destabilizzazione anche del Ciad, nazione già molto povera che dovette compiere enormi sforzi per accogliere centinaia di migliaia di rifugiati sudanesi.
Durante la presidenza di Idriss Déby, il cui governo era descritto come autoritario, il potere rimase saldamente nelle mani del Movimento Patriottico di Salvezza, nonostante la presenza formale di una pluralità di partiti politici all'Assemblea Nazionale del Ciad. Il presidente Déby fu ucciso dai ribelli del Front pour l'alternance et la concorde au Tchad (FACT) nell'aprile 2021; in seguito a tale evento, il Consiglio Militare di Transizione, guidato da suo figlio Mahamat Déby, assunse il controllo del governo e il nuovo leader sciolse l'Assemblea.
Il Ciad rimane un paese tormentato dalla violenza politica e dai ricorrenti tentativi di colpo di Stato. È uno dei paesi meno sviluppati, classificato tra i più bassi in termini di Indice di sviluppo umano. Il Ciad è anche uno dei paesi più poveri e corrotti del mondo; la maggior parte dei suoi abitanti è costituita da pastori e agricoltori di sussistenza. Dal 2003, il petrolio greggio costituisce la principale fonte di guadagni del paese in termini di esportazioni, soppiantando l'industria tradizionale del cotone. Il Ciad ha una scarsa reputazione in termini di tutela dei diritti umani, con frequenti abusi quali incarcerazioni arbitrarie, esecuzioni extragiudiziali e limiti alle libertà civili da parte delle forze di sicurezza e delle milizie armate.

## Storia
Nel VII millennio a.C., le condizioni climatiche e ambientali nella metà settentrionale del territorio ciadiano erano tali da favorire l'insediamento umano, per cui la popolazione aumentò considerevolmente. Alcuni dei più importanti siti archeologici africani si trovano in Ciad, principalmente nella regione di Borkou-Ennedi-Tibesti; alcuni risalgono a periodi anteriori al 2000 a.C.
Per più di duemila anni, il bacino del Ciad fu abitato da popolazioni sedentarie a vocazione agricola. La regione divenne così un crocevia di civiltà, la prima delle quali fu la civiltà dei Sao. I Sao caddero sotto l'Impero di Kanem, il primo e più longevo degli imperi che si svilupparono nella fascia saheliana del Ciad prima della fine del I millennio d.C. Nel XVI e XVII secolo emersero altri due imperi della regione: il Sultanato di Bagirmi e l'Impero di Ouaddai. Il potere di Kanem e dei suoi successori si basava sul controllo delle rotte commerciali trans-sahariane che attraversavano la regione. Questi stati, musulmani, non estesero mai il loro controllo alle praterie meridionali se non per sporadiche incursioni finalizzate alla cattura di schiavi (nell'Impero di Kanem, circa un terzo della popolazione era costituito da schiavi).

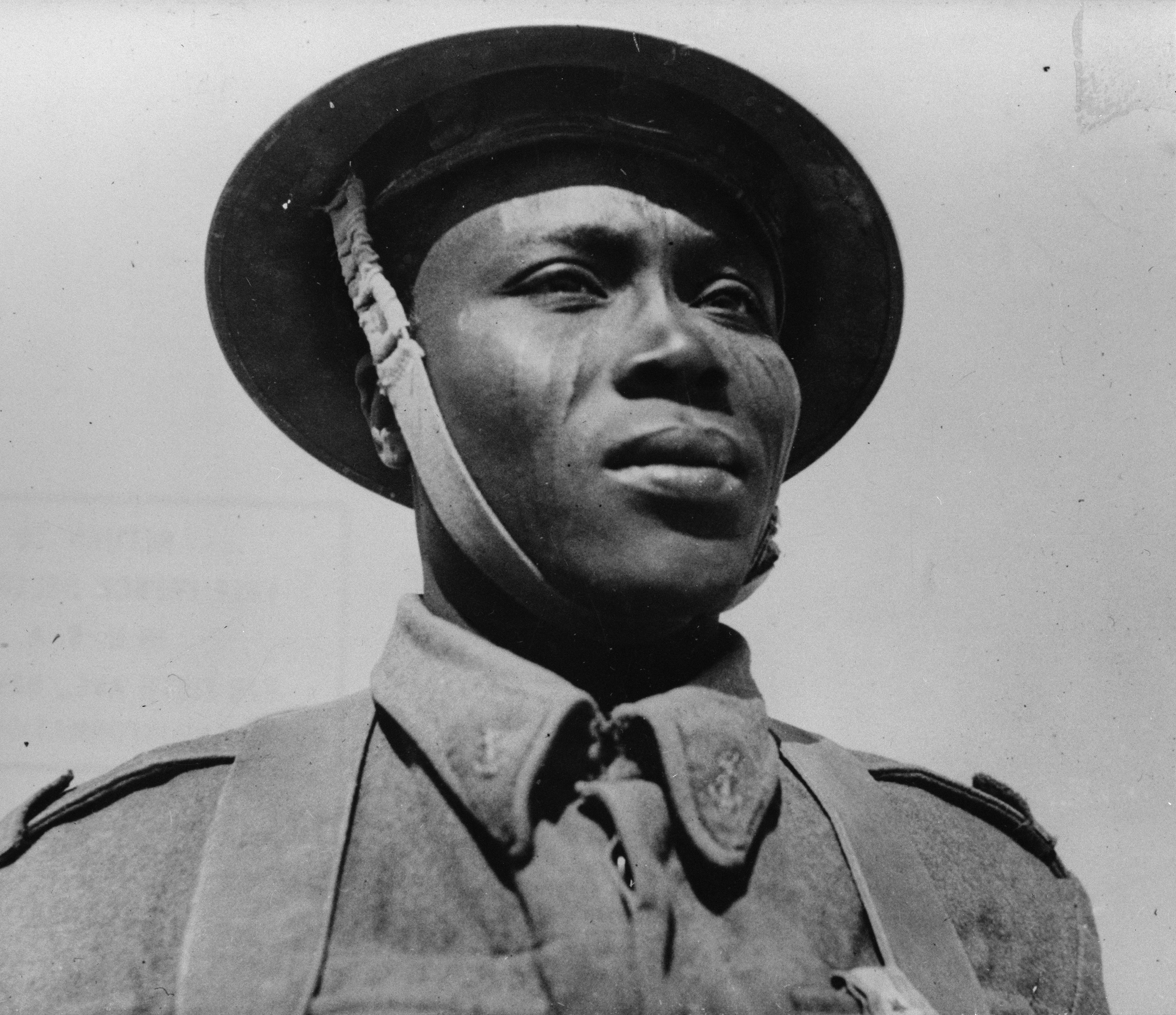
Un soldato ciadiano che combatte per la Francia libera durante la seconda guerra mondiale. Le forze francesi libere includevano 15.000 soldati del Ciad.

L'espansione coloniale francese portò alla creazione del Territoire Militaire des Pays et Protectorats du Tchad nel 1900. Entro il 1920, la Francia si era assicurata il pieno controllo della colonia, che fu incorporata come parte dell'Africa Equatoriale Francese. Il dominio francese in Ciad fu caratterizzato dall'assenza di politiche mirate a unificare il territorio e da una modernizzazione molto più lenta rispetto ad altre colonie francesi.
Per i francesi, la colonia era considerata poco significativa, in quanto fonte di manodopera non specializzata e di cotone grezzo, la cui produzione fu introdotta su larga scala nel 1929. L'amministrazione coloniale in Ciad era largamente sotto organico e doveva fare affidamento sul personale meno affidabile del servizio civile francese. Solo l'etnia dei Sara del sud era governata in modo efficace, mentre il dominio sulle zone musulmane del nord e dell'est era di fatto inesistente. Tale abbandono ebbe conseguenze anche sul sistema educativo.
Dopo la Seconda guerra mondiale, la Francia concesse al Ciad lo status di territorio d'oltremare e ai suoi abitanti il diritto di eleggere rappresentanti all'Assemblea nazionale francese e a quella ciadiana. Il Partito Progressista Ciadiano (Parti Progressiste Tchadien, PPT) divenne il più grande partito politico. Il Ciad ottenne l'indipendenza l'11 agosto 1960 con il leader del PPT, François Tombalbaye, di etnia Sara, in qualità di primo presidente. Il 20 settembre dello stesso anno entrò a far parte dell'ONU.
Due anni dopo, Tombalbaye bandì i partiti di opposizione e istituì un sistema monopartitico. Il governo autocratico di Tombalbaye e la cattiva gestione della cosa pubblica esacerbarono le tensioni interetniche. Nel 1965, i musulmani del nord, guidati dal Fronte di Liberazione Nazionale del Ciad (Front de Libération Nationale du Tchad, FRONILAT), si ribellarono, scatenando una guerra civile. Tombalbaye fu rovesciato in un colpo di Stato e ucciso nel 1975; nonostante ciò, l'insurrezione continuò. Nel 1979, le fazioni ribelli guidate da Hissène Habré conquistarono la capitale, provocando il collasso di tutte le istituzioni statali. Fazioni armate, molte delle quali provenienti dai segmenti settentrionali della ribellione, iniziarono a contendersi il potere.
La disintegrazione del Ciad causò la perdita del controllo francese sul paese. Per colmare il vuoto di potere, la Libia intervenne nella guerra civile in Ciad. L'intervento libico si concluse con un'ampia sconfitta nel 1987: il presidente appoggiato dalla Francia, Hissène Habré, evocò una mobilitazione dei ciadiani mai vista prima, costringendo l'esercito libico a ritirarsi dal suolo ciadiano.
Habré consolidò la sua dittatura grazie a un sistema di potere basato sulla corruzione e sulla violenza. Si stima che migliaia di persone siano state uccise durante il suo governo. Il presidente attuò politiche a favore del proprio gruppo etnico, i Tebu, discriminando invece i suoi ex alleati, gli Zaghawa. Il generale Idriss Déby rovesciò il governo di Habré nel 1990. Habré fu posto agli arresti domiciliari in Senegal nel 2005; nel 2013 fu formalmente accusato di crimini di guerra commessi durante la sua presidenza. Nel maggio 2016 fu condannato all'ergastolo, riconosciuto colpevole di violazioni dei diritti umani, tra cui stupro, schiavitù sessuale e l'assassinio di circa 40.000 persone.

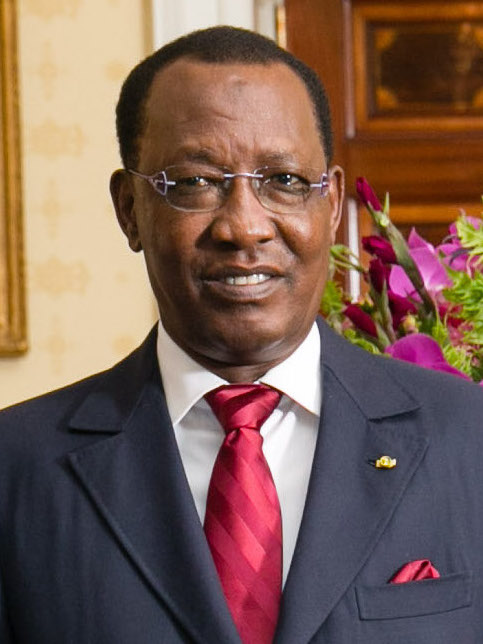
Nonostante l'opposizione politica interna, i tentativi di colpo di stato e una guerra civile, Idriss Déby ha governato ininterrottamente il Ciad dal 1990 fino alla sua morte nel 2021.

Déby tentò di riconciliare i gruppi ribelli e reintrodusse il multipartitismo nelle istituzioni. I ciadiani approvarono una nuova costituzione tramite referendum, e nel 1996 Déby vinse facilmente le elezioni presidenziali, ottenendo poi un secondo mandato cinque anni più tardi. Nel 2005, con la modifica della costituzione per rimuovere il limite di due mandati presidenziali, scoppiò una nuova guerra civile.
Le elezioni del 2006, boicottate dall'opposizione, permisero a Déby di ottenere un terzo mandato; da allora, la violenza etnica nel Ciad orientale è progressivamente aumentata. Nel 2006 e nel 2008, le forze ribelli tentarono di impadronirsi della capitale con la forza, senza successo in entrambi i casi. Un accordo per il ripristino della pace tra Ciad e Sudan, firmato il 15 gennaio 2010, segnò la fine di una guerra quinquennale tra i due Stati, iniziata nel 2005. La frontiera tra i due paesi fu riaperta dopo sette anni, con il dispiegamento di forze congiunte a protezione del confine. Nel maggio 2013, le forze di sicurezza in Ciad sventarono un colpo di stato contro il presidente Idriss Déby.
Il Ciad fa parte della coalizione dell'Africa occidentale nella lotta contro Boko Haram e altre organizzazioni dell'estremismo islamico. Il 20 aprile 2021, l'esercito del Ciad annunciò la morte di Déby. Suo figlio, il generale Mahamat Idriss Déby, fu nominato presidente ad interim da un consiglio di transizione composto da ufficiali militari. Tale consiglio ha sostituito la costituzione con un nuovo statuto, conferendo a Mahamat Déby i poteri presidenziali e nominandolo capo delle forze armate.

## Geografia

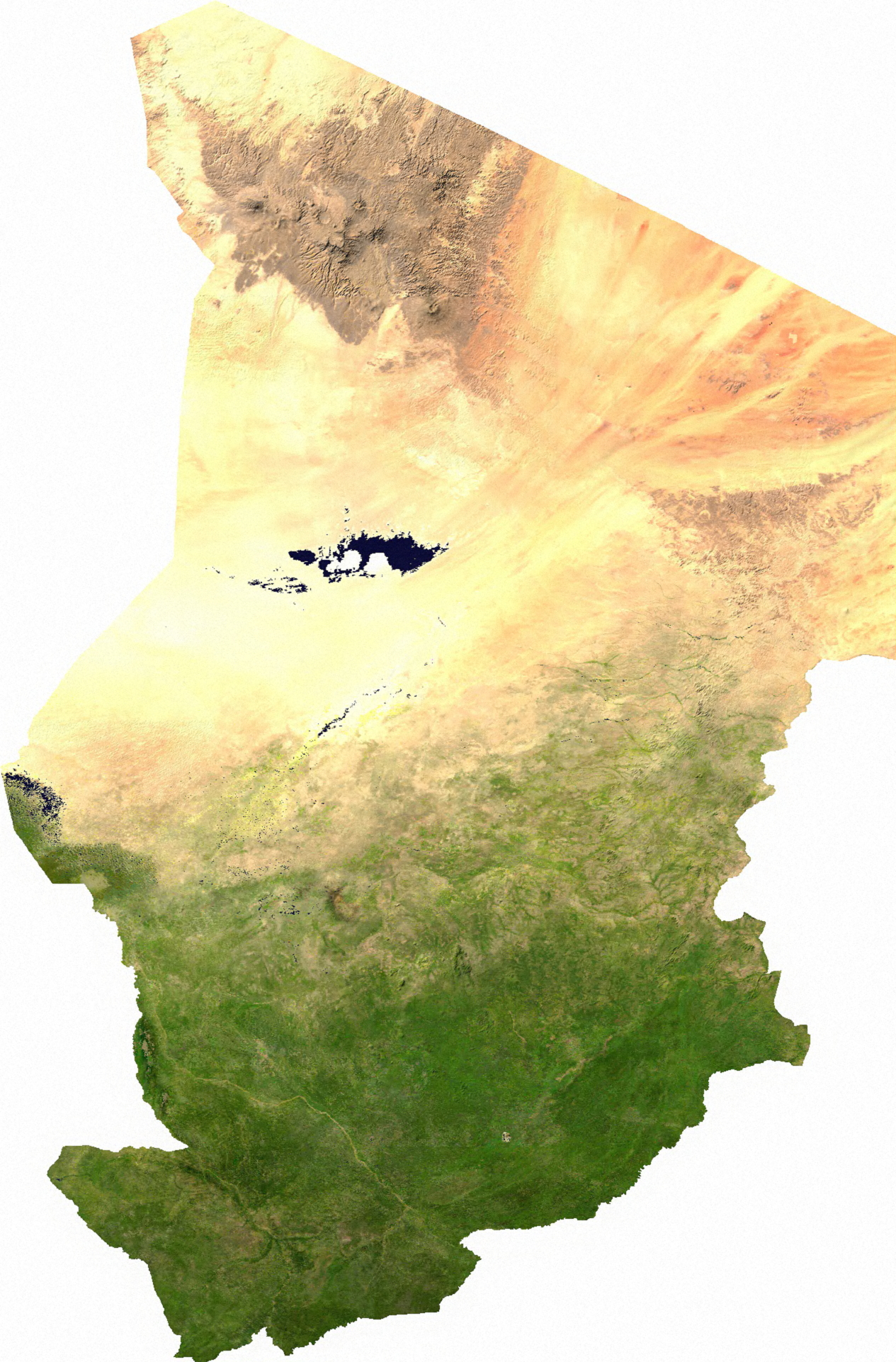
Il Ciad è diviso in tre zone climatiche distinte: la savana sudanese a sud, il deserto del Sahara a nord e la cintura saheliana al centro.

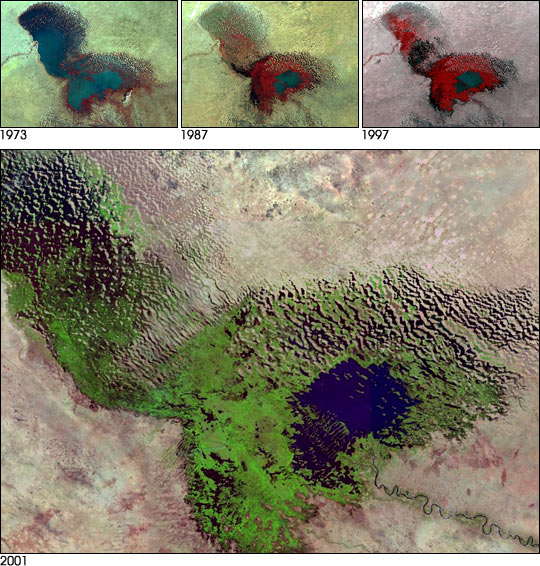
Il lago Ciad in un'immagine satellitare del 2001. In alto, sono mostrati i cambiamenti dal 1973 al 1997, con la riduzione della superficie del lago.

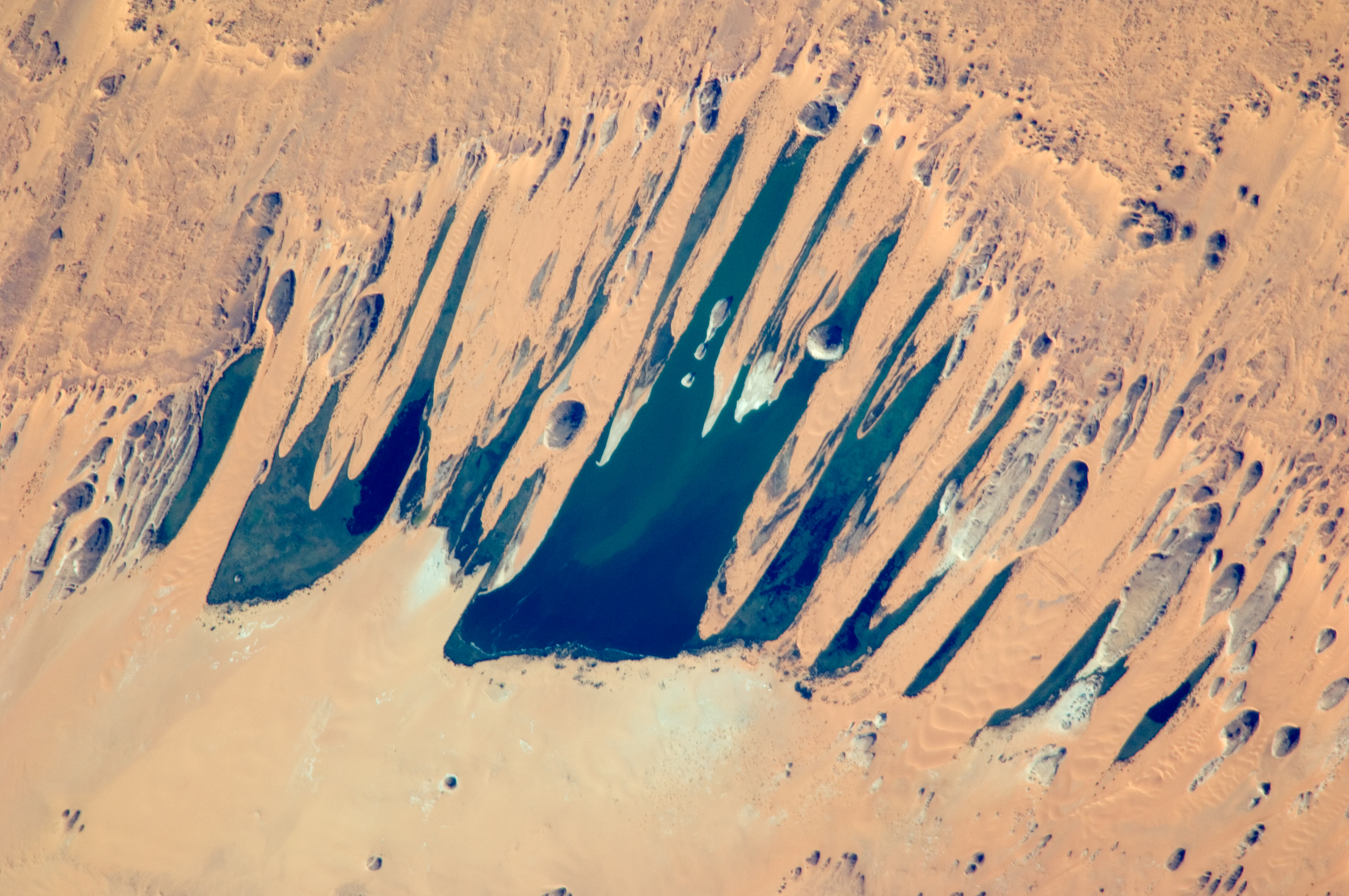
Questa fotografia satellitare mostra uno dei dieci laghi nel bacino di Ounianga, nel cuore del deserto del Sahara, nel Ciad nord-orientale.

Il Ciad è uno Stato senza sbocco al mare che abbraccia l'Africa centro-settentrionale. Copre un'area di 1284000 chilometri quadrati, compresa tra le latitudini 7° e 24° N e tra le longitudini 13° e 24° E, ed è il ventesimo Paese più grande del mondo. Il Ciad è, per dimensioni, leggermente più piccolo del Perù e leggermente più grande del Sudafrica. Confina a nord con la Libia, a est con il Sudan, a ovest con Niger, Nigeria e Camerun, e a sud con la Repubblica Centrafricana. La capitale del paese dista 1060 chilometri dal porto più vicino, Douala, in Camerun. A causa della distanza dal mare e del clima prevalentemente desertico, il Ciad viene talvolta definito, in senso climatico, il "cuore morto dell'Africa".
Il territorio del Ciad è costituito da un ampio bacino delimitato a nord e a est dall'altopiano dell'Ennedi e dai monti Tibesti, che comprendono l'Emi Koussi, un vulcano dormiente che raggiunge i 3414 metri sul livello del mare. Il lago Ciad, da cui prende il nome il Paese (e che a sua volta prende il nome dalla parola kanuri per "lago"), è ciò che resta di un immenso bacino lacustre che 7.000 anni fa si estendeva per 330000 chilometri quadrati nel bacino del Ciad. Il lago rappresenta la seconda zona umida più grande dell'Africa, nonostante nel XXI secolo copra solo 17806 chilometri quadrati e nonostante la sua superficie sia soggetta a forti fluttuazioni stagionali.
Il Ciad ospita sei ecoregioni terrestri: la savana sudanese orientale, la savana ad acacia del Sahel, la savana inondabile del lago Ciad, le boscaglie xerofile montane del Sahara orientale, le steppe e boscaglie del Sahara meridionale e le boscaglie xerofile montane del Tibesti-Jebel Uweinat. Le alte erbe e le vaste paludi della regione rendono la zona favorevole a uccelli, rettili e grandi mammiferi. I principali fiumi del Ciad, il Chari, il Logone e i loro affluenti, scorrono attraverso le savane meridionali da sud-est verso il lago Ciad.

### Clima
Ogni anno il fronte intertropicale attraversa il Ciad da sud a nord, portando una stagione delle piogge che dura da maggio a ottobre nelle zone meridionali e da giugno a settembre nel Sahel. Le variazioni delle precipitazioni locali creano tre grandi zone geografiche:
- il Sahara, che costituisce la fascia più settentrionale. In questa zona le precipitazioni annuali sono inferiori a 50 millimetri; sopravvivono solo occasionali palmeti spontanei, tutti ubicati a sud del Tropico del Cancro;[45]
- il Sahel, che costituisce la fascia centrale. Qui le precipitazioni variano da 300 a 600 mm all'anno. La vegetazione in questa fascia è prevalentemente costituita da cespugli spinosi, in particolare da acacie;
- la savana sudanese orientale, dove le precipitazioni annue sono superiori a 900 mm.[45]

### Flora e fauna

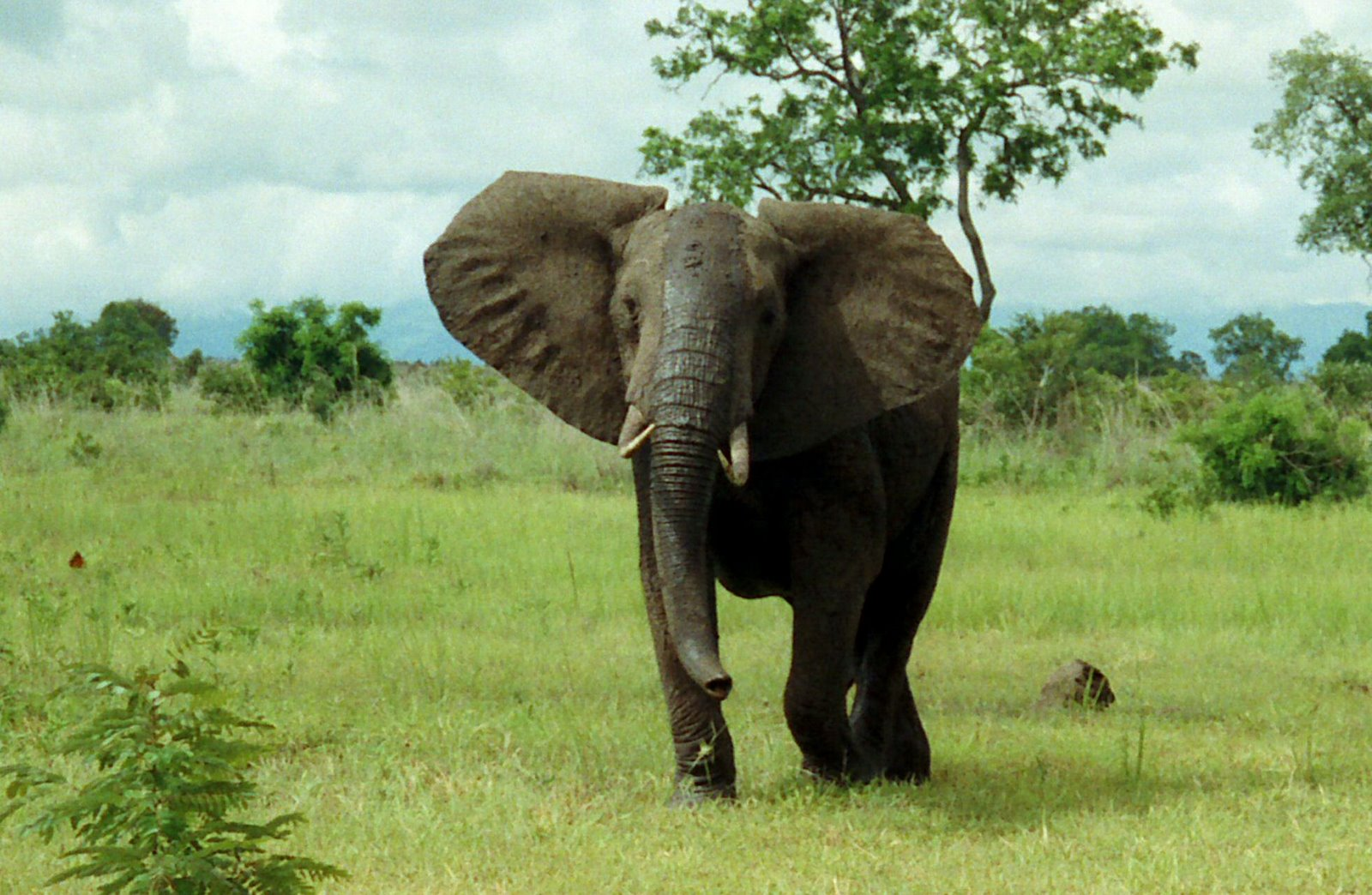
Un elefante africano di savana.

La flora e fauna del Ciad riflette la notevole varietà di ambienti naturali che caratterizzano questo paese dell'Africa centro-settentrionale. Estendendosi dal deserto del Sahara al nord fino alle savane sudanesi e alle zone umide del bacino del Lago Ciad a sud, il territorio ciadiano ospita una biodiversità che risente fortemente delle condizioni climatiche, della disponibilità idrica e delle pressioni antropiche.

#### Ambienti naturali
Il territorio del Ciad si suddivide in tre grandi fasce ecologiche: la zona sahariana, la zona saheliana e la zona sudanese. La prima è arida e pressoché priva di vegetazione permanente, fatta eccezione per alcune piante xerofite e specie adattate alla vita nelle oasi. La seconda è costituita da steppe erbose e savane aride dominate da acacie, arbusti spinosi e specie erbacee che si sviluppano nella stagione delle piogge. La zona sudanese, più umida, presenta una vegetazione più rigogliosa, caratterizzata dalla presenza di alberi come il karité, il baobab e il tamarindo, e da estese boscaglie e savane erbacee. Nelle aree circostanti il Lago Ciad, una delle principali zone umide del continente, si trovano canneti, papiri, ninfee e altre piante acquatiche che costituiscono habitat fondamentali per numerose specie animali, sia stanziali sia migratorie.

#### Flora
La flora del Ciad comprende circa 1.600 specie di piante vascolari, distribuite in modo irregolare a seconda delle condizioni ambientali. Nelle regioni settentrionali, la vegetazione è estremamente scarsa, limitata a pochi cespugli e piante adattate alla siccità. Man mano che ci si sposta verso sud, la copertura vegetale diventa progressivamente più ricca. Tra le specie più significative si possono citare l'Acacia senegal, utilizzata per l'estrazione della gomma arabica, la Balanites aegyptiaca, noto anche come «dattero del deserto», e la Parkia biglobosa, i cui frutti e semi hanno un largo impiego nella cucina tradizionale. Il karité, diffuso nelle regioni meridionali, è una fonte di burro vegetale ampiamente usato in ambito alimentare e cosmetico.

#### Fauna
La fauna del Ciad rispecchia la varietà degli ambienti naturali, con specie tipiche del deserto, della savana e delle zone umide. Nei parchi e nelle aree protette del sud, come il Parco nazionale di Zakouma, vivono elefanti africani, bufali, leoni, leopardi, iene macchiate e numerose specie di antilopi, tra cui il kob e l'antilope roana. Le regioni settentrionali e centrali ospitano animali più adattati alla scarsità d'acqua, come la gazzella dorcade e il lupo africano. Per quanto riguarda l'avifauna, il Ciad rappresenta un importante punto di passaggio e svernamento per molte specie di uccelli migratori afro-palearctici. Sono state censite oltre 500 specie di uccelli, tra cui aironi, pellicani, marabù nelle aree umide, rapaci come avvoltoi e aquile nelle savane, e numerosi passeriformi nei pressi dei villaggi e nei campi coltivati. Anche la fauna erpetologica è piuttosto diversificata, con la presenza del varano del Nilo, di diversi serpenti tra cui il cobra egiziano, e di numerosi gechi e lucertole. Gli anfibi, sebbene meno numerosi, sono presenti nelle zone umide e nei corsi d'acqua stagionali del sud. Il bacino del Lago Ciad ospita circa 120 specie di pesci d'acqua dolce. Tra le più comuni vi sono le tilapie, i pesci gatto del genere Clarias e gli alestes. La pesca nelle acque del lago costituisce una delle principali attività economiche delle popolazioni locali e rappresenta una risorsa fondamentale per l'approvvigionamento alimentare.

#### Conservazione
La biodiversità del Ciad è oggi minacciata da numerosi fattori, tra cui il degrado degli habitat, la desertificazione, la pressione demografica, il bracconaggio e le ripercussioni dei conflitti armati. Nonostante ciò, negli ultimi decenni sono stati avviati vari sforzi per la conservazione della fauna e della flora, tra cui il rafforzamento della rete di aree protette e la gestione sostenibile del Parco nazionale di Zakouma, attuata in collaborazione con l'organizzazione African Parks. Progetti regionali e internazionali mirano inoltre alla salvaguardia del Lago Ciad e del suo ecosistema, fondamentale per la sopravvivenza di milioni di persone e per l'equilibrio ecologico dell'intera regione.

## Società

### Demografia

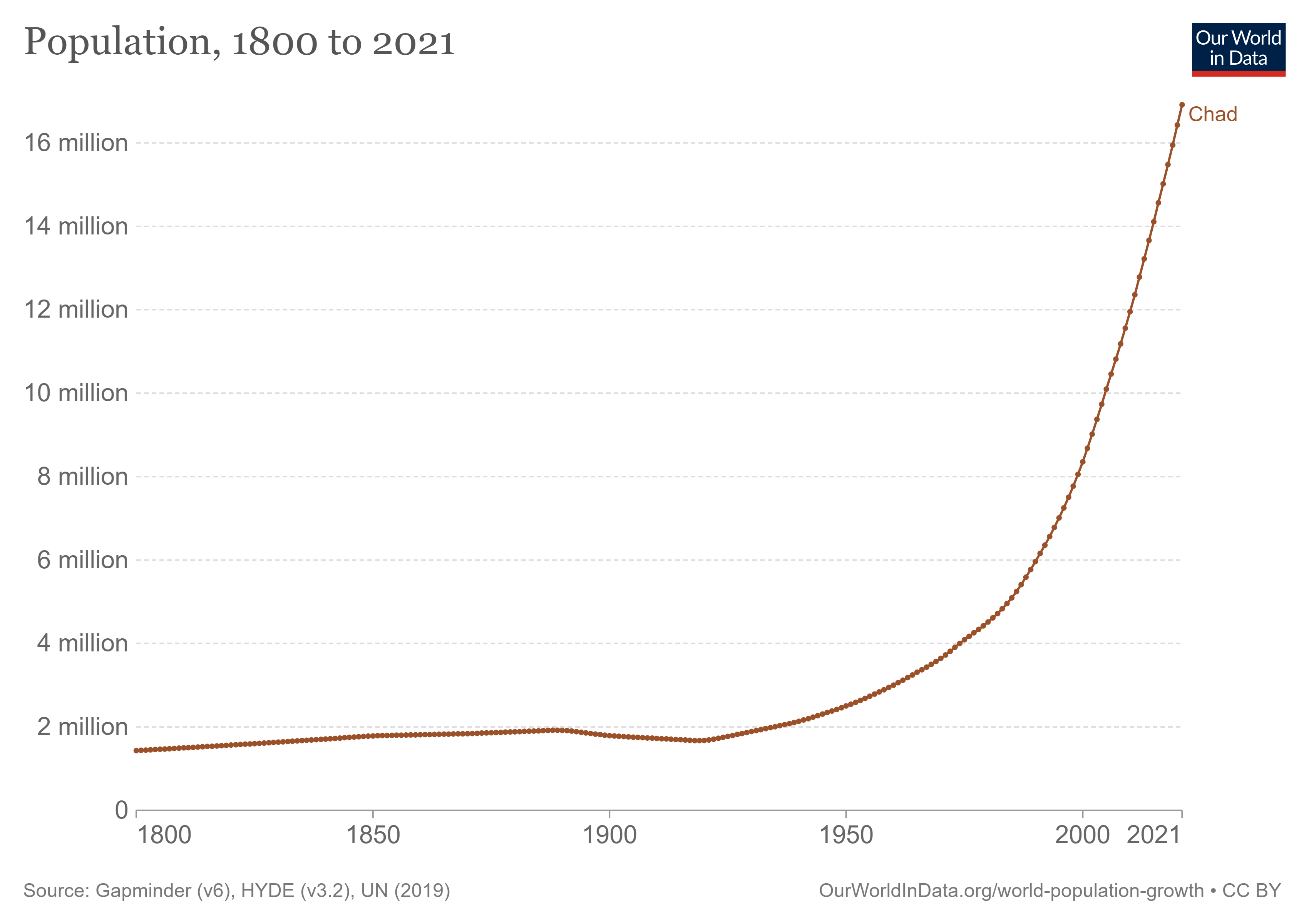
Evoluzione demografica del Ciad.

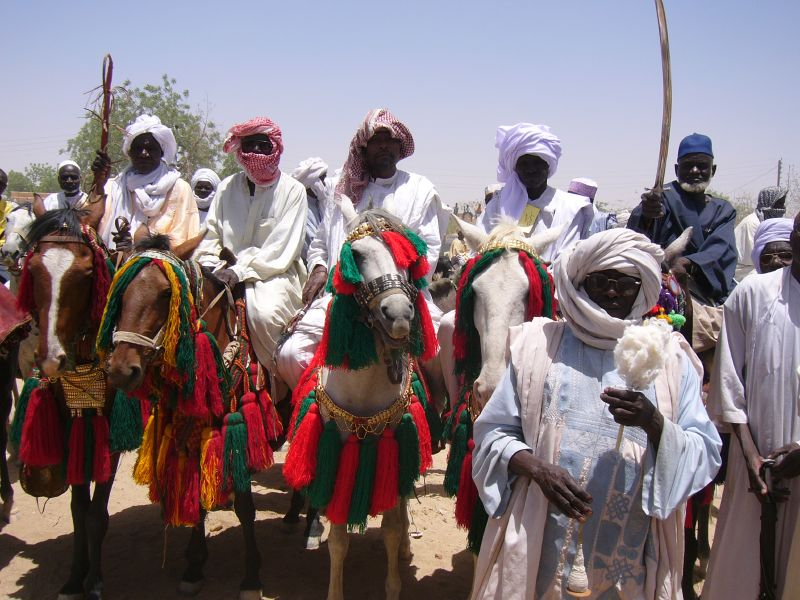
Una delegazione tribale in Ciad

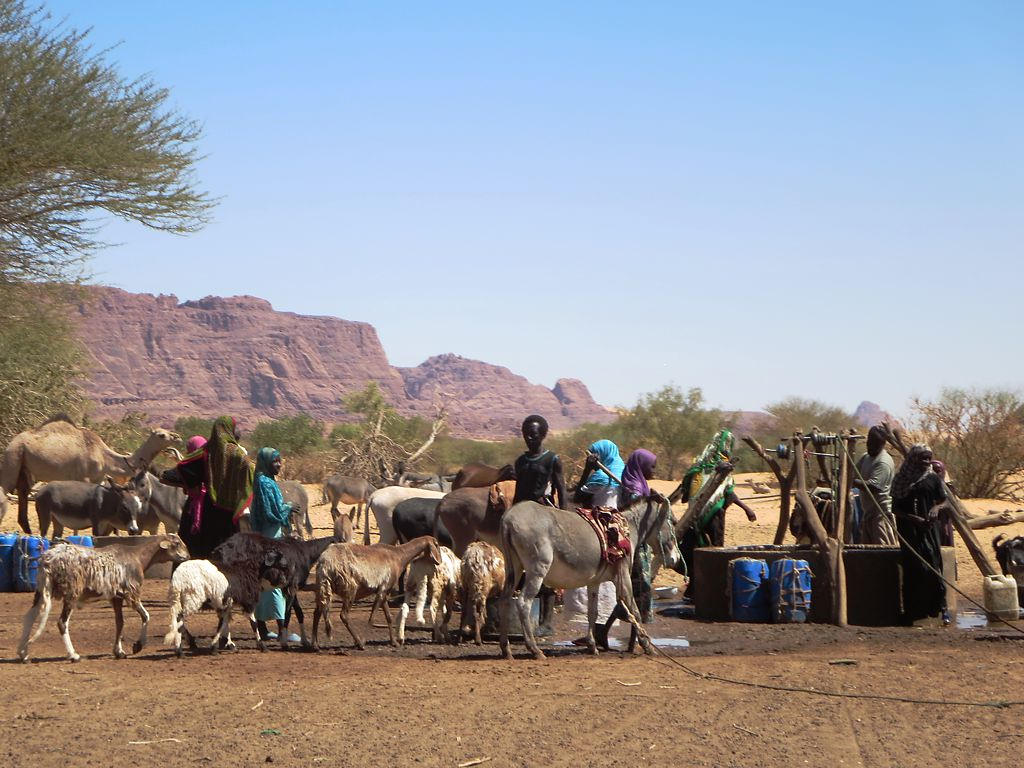
Nomadi Tebu nei Monti Ennedi

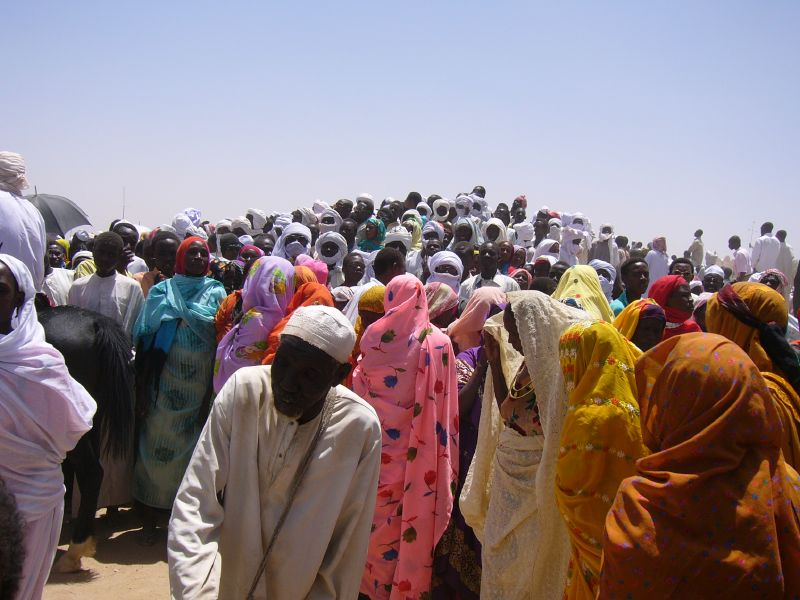
Popolazione del Ciad

Secondo le proiezioni dell'agenzia statistica nazionale del Ciad, nel 2015 la popolazione media del paese era pari a 13.670.084; sulla base della proiezione media, 3.212.470 persone risiedevano in aree urbane e 10.457.614 persone vivevano in aree rurali. L'età media è bassa: si stima che il 47% degli abitanti abbia meno di 15 anni. Il tasso di natalità è stimato in 42,35 nascite per 1.000 persone, il tasso di mortalità in 16,69. L'aspettativa di vita è di 52 anni.
La popolazione del Ciad è geograficamente distribuita in modo non uniforme. La densità è di 0,1/km² (0,26/sq mi) nella regione sahariana di Borkou-Ennedi-Tibesti, ma è pari a 52,4/km² (136/sq mi) nella regione del Logone Occidentale. Nella capitale la densità abitativa è ancora più alta. Circa la metà della popolazione vive nel quinto meridionale del suo territorio, rendendo questa regione la più densamente popolata.
La vita urbana è concentrata nella capitale, la cui popolazione è per lo più dedita al commercio. Tra le altre grandi città si annoverano Sarh, Moundou, Abéché e Doba, notevolmente più piccole della capitale ma in rapida crescita in termini di popolazione e di economia. A partire dal 2003, 230.000 rifugiati sudanesi sono fuggiti dal Darfur verso il Ciad orientale, mentre 172.000 ciadiani sono sfollati a causa della guerra civile nell'est del paese. Ciò ha generato tensioni crescenti all'interno delle varie comunità regionali.
La poligamia è una pratica comune ed è regolata dalla legge, che la consente automaticamente a meno che i coniugi non specifichino che questa è inaccettabile al momento del matrimonio. Sebbene la violenza contro le donne sia vietata, la violenza domestica è comune. Sono vietate anche le mutilazioni genitali femminili, ma la pratica è diffusa e profondamente radicata: si stima che il 45% delle donne del Ciad sia sottoposto alla procedura; le percentuali più alte si registrano tra le popolazioni arabe, Hadjarai e Ouaddaï (più del 90%). Percentuali inferiori si registrano tra i Sara (38%) e i Tebu (2%). Le donne non hanno pari opportunità nell'istruzione e nella formazione, rendendo loro difficile competere per i pochi posti di lavoro. Sebbene le leggi sulla proprietà e sulla successione basate sul codice francese non discriminino le donne, i leader locali aggiudicano la maggior parte delle quote di eredità a favore degli uomini, secondo la pratica tradizionale.

### Gruppi etnici

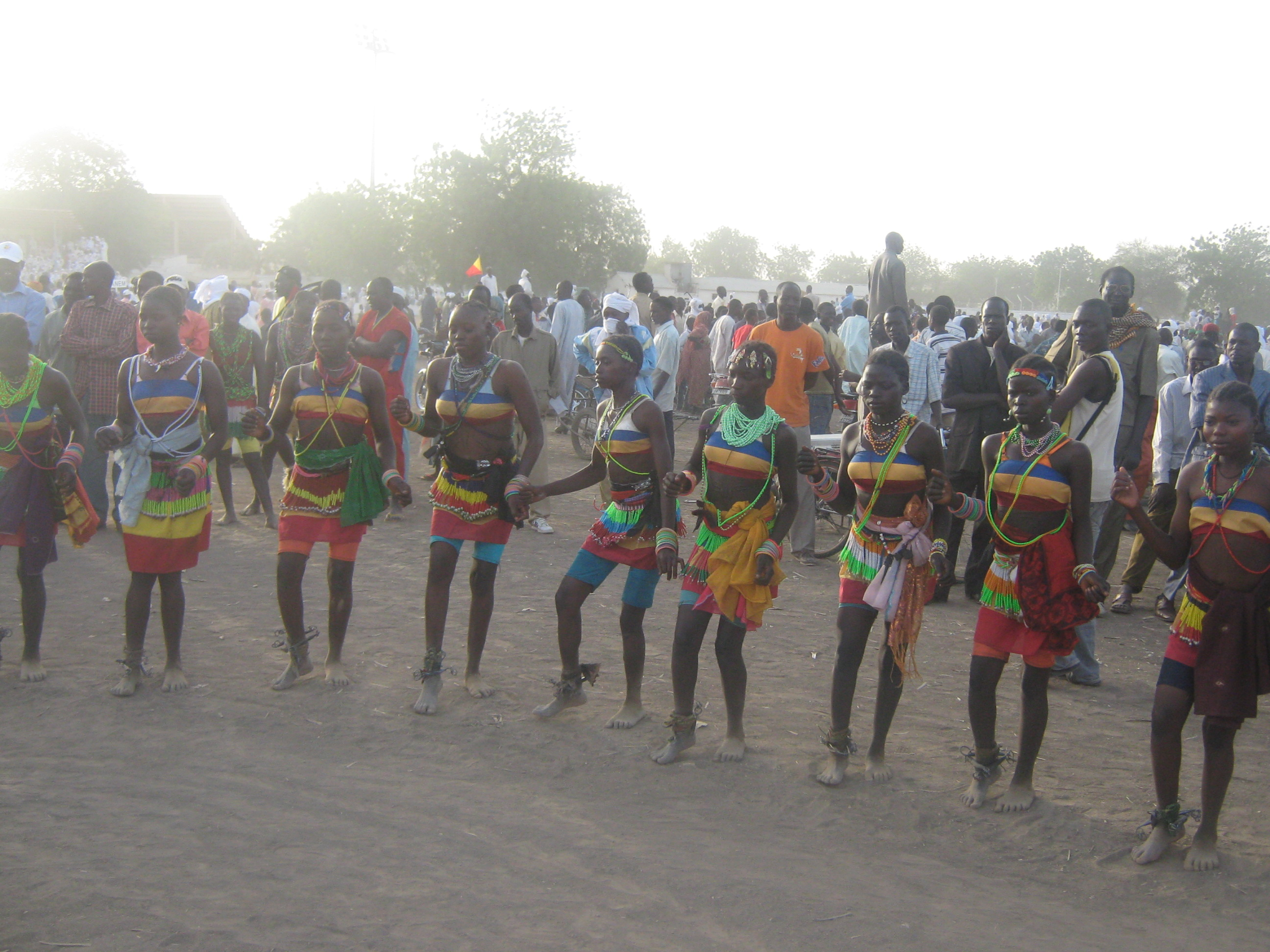
Ragazze Mboum che danzano in Ciad

I popoli del Ciad discendono da popolazioni dell'Africa orientale, centrale, occidentale e settentrionale.
All'interno del Ciad sono presenti più di 200 distinti gruppi etnici. L'amministrazione coloniale e i governi indipendenti hanno tentato di costruire un'identità nazionale, ma per la maggior parte dei ciadiani la società locale o regionale rimane di gran lunga più importante. Nonostante ciò, la popolazione del Ciad può essere classificata in base alla regione geografica in cui vive.
Nel sud risiedono popolazioni sedentarie come i Sara, che costituiscono il principale gruppo etnico della nazione. Nel Sahel convivono popolazioni sedentarie e popolazioni nomadi, come gli arabi, secondo grande gruppo etnico del Paese. Il nord è abitato da nomadi, per lo più Tebu.

### Religioni
Dal punto di vista religioso, il Ciad è molto diversificato. Secondo stime del 2010, il 52 - 58% della popolazione è musulmana, mentre il 39 - 44% è cristiano. Il 22% della popolazione è cattolico mentre il 17% si dichiara protestante. Tra i musulmani, il 48% si professa sunnita, il 21% sciita, il 4% ahmadi e il 23% non si identifica in alcuna di queste denominazioni. Una piccola parte della popolazione continua a praticare le religioni indigene. L'animismo include una varietà di religioni ancestrali la cui espressione è altamente specifica e rispecchia l'ambiente in cui vivono i praticanti. L'Islam si esprime in modi diversi; per esempio, il 55% dei musulmani ciadiani appartiene a ordini sufi. Il cristianesimo fu introdotto in Ciad con i missionari francesi e americani; come con l'Islam ciadiano, esso è caratterizzato da un sincretismo con le forme religiose precristiane. I musulmani sono in gran parte concentrati nel Ciad settentrionale e orientale, mentre animisti e cristiani vivono principalmente nel Ciad meridionale e nella regione di Guéra. La costituzione prevede la laicità dello Stato e garantisce la libertà religiosa; le varie comunità religiose generalmente coesistono senza tensioni.
La maggioranza dei musulmani presenti nel Paese aderiscono al sufismo, la cui espressione più comune è il Tijaniyah, un ordine seguito dal 35% dei musulmani ciadiani che incorpora alcuni elementi religiosi locali. Una piccola minoranza dei musulmani mantiene pratiche più fondamentaliste, che, in alcuni casi, possono essere associate a movimenti salafiti di orientamento saudita.
I cattolici romani rappresentano la più grande denominazione cristiana del paese. La maggior parte dei protestanti è invece affiliata a vari gruppi cristiani evangelici. Nel Paese sono presenti anche membri delle comunità religiose Baháʼí e dei Testimoni di Geova. Entrambe le fedi sono state introdotte dopo l'indipendenza nel 1960 e quindi sono considerate religioni relativamente nuove.
Il Ciad ospita missionari stranieri sia cristiani che islamici, oltre a predicatori musulmani itineranti provenienti principalmente dal Sudan, dal Pakistan e dall'Arabia Saudita. Quest'ultima fornisce finanziamenti allo scopo di supportare progetti sociali ed educativi e la costruzione di grandi moschee.

### Lingue
Gli idiomi ufficiali del Ciad sono l'arabo e il francese, ma sono comunemente parlati più di cento lingue e dialetti. Grazie all'importante ruolo svolto dai commercianti arabi itineranti e dai mercanti stanziali nelle comunità locali, l'arabo ciadiano è usato come lingua franca.

## Ordinamento dello stato

### Suddivisione amministrativa

Le regioni del Ciad

La costituzione del 2023, riprendendo quella del 2018, prevede due livelli di collettività amministrative, le province e i comuni. Esiste inoltre un livello intermedio, i dipartimenti.
Le province sono 23, i dipartimenti sono 107 e i comuni sono 377.
Di seguito l'elenco delle province con i relativi capoluoghi:
| Rif. | ISO   | Provincia          | Capoluogo    |
| ---- | ----- | ------------------ | ------------ |
| 1    | TD-BA | Batha              | Ati          |
| 2    | TD-CB | Chari-Baguirmi     | Massénya     |
| 3    | TD-HL | Hadjer-Lamis       | Massakory    |
| 4    | TD-WF | Wadi Fira          | Biltine      |
| 5    | TD-BG | Barh El Gazel      | Moussoro     |
| 6    | TD-BO | Borkou             | Faya Largeau |
| 7    | TD-EE | Ennedi Est         | Amdjarass    |
| 8    | TD-EO | Ennedi Ovest       | Fada         |
| 9    | TD-GR | Guéra              | Mongo        |
| 10   | TD-KA | Kanem              | Mao          |
| 11   | TD-LC | Lago               | Bol          |
| 12   | TD-LO | Logone Occidentale | Moundou      |
| 13   | TD-LR | Logone Orientale   | Doba         |
| 14   | TD-MA | Mandoul            | Koumra       |
| 15   | TD-ME | Mayo-Kebbi Est     | Bongor       |
| 16   | TD-MO | Mayo-Kebbi Ovest   | Pala         |
| 17   | TD-MC | Moyen-Chari        | Sarh         |
| 18   | TD-OD | Ouaddaï            | Abéché       |
| 19   | TD-SA | Salamat            | Am Timan     |
| 20   | TD-SI | Sila               | Goz Beïda    |
| 21   | TD-TA | Tandjilé           | Laï          |
| 22   | TD-TI | Tibesti            | Bardaï       |
| 23   | TD-ND | N'Djamena          |              |

### Città principali
| Rango | Città      | Popolazione     | Popolazione     | Regione            |
| Rango | Città      | Censimento 1993 | Censimento 2009 | Regione            |
| ----- | ---------- | --------------- | --------------- | ------------------ |
| 1.    | N'Djaména  | 530.965         | 951.418         | N'Djaména          |
| 2.    | Moundou    | 99,530          | 137.251         | Logone occidentale |
| 3.    | Abéché     | 54.628          | 97.963          | Ouaddaï            |
| 4.    | Sarh       | 75.496          | 97,224          | Moyen-Chari        |
| 5.    | Kélo       | 31.319          | 57.859          | Tandjilé           |
| 6.    | Sono Timan | 21.269          | 52,270          | Salamat            |
| 7.    | Doba       | 17.920          | 49.647          | Logone Oriental    |
| 8.    | Pala       | 26.116          | 49.461          | Mayo-Kebbi Ouest   |
| 9.    | Bongor     | 20.448          | 44.578          | Mayo-Kebbi Est     |
| 10.   | Goz Beida  | 3.083           | 41.248          | Sila               |

## Politica
La costituzione del Ciad prevede un forte potere esecutivo guidato da un presidente che domina il sistema politico. Il presidente ha il potere di nominare il primo ministro e il governo ed esercita una notevole influenza sulle nomine di giudici, generali, funzionari provinciali e capi delle società parastatali del Ciad. In caso di minaccia grave e immediata, il presidente, sentita l'Assemblea nazionale, può dichiarare lo stato di emergenza. Il presidente è eletto direttamente dal popolo e il suo mandato ha una durata di cinque anni; nel 2005 sono stati rimossi i limiti costituzionali del mandato, consentendo a un presidente di rimanere al potere oltre il precedente limite di due mandati. La maggior parte dei consiglieri chiave di Déby appareneva al gruppo etnico Zaghawa, sebbene nel governo fossero rappresentate anche personalità del sud e dell'opposizione.
Il sistema giuridico del Ciad si basa sul diritto civile francese e sul diritto consuetudinario ciadiano, laddove quest'ultimo non interferisca con l'ordine pubblico o le garanzie costituzionali. Nonostante la costituzione garantisca l'indipendenza giudiziaria, il presidente nomina la maggior parte dei funzionari giudiziari più rilevanti. Le massime giurisdizioni sono rappresentate dalla Corte suprema e dal Consiglio costituzionale; la prima è composta da un capo, nominato dal presidente, e da quindici consiglieri, nominati a vita dal presidente e dall'Assemblea nazionale. La Corte Costituzionale, invece, è presieduta da nove giudici eletti per nove anni, con il potere di rivedere la legislazione, i trattati e gli accordi internazionali prima della loro adozione.

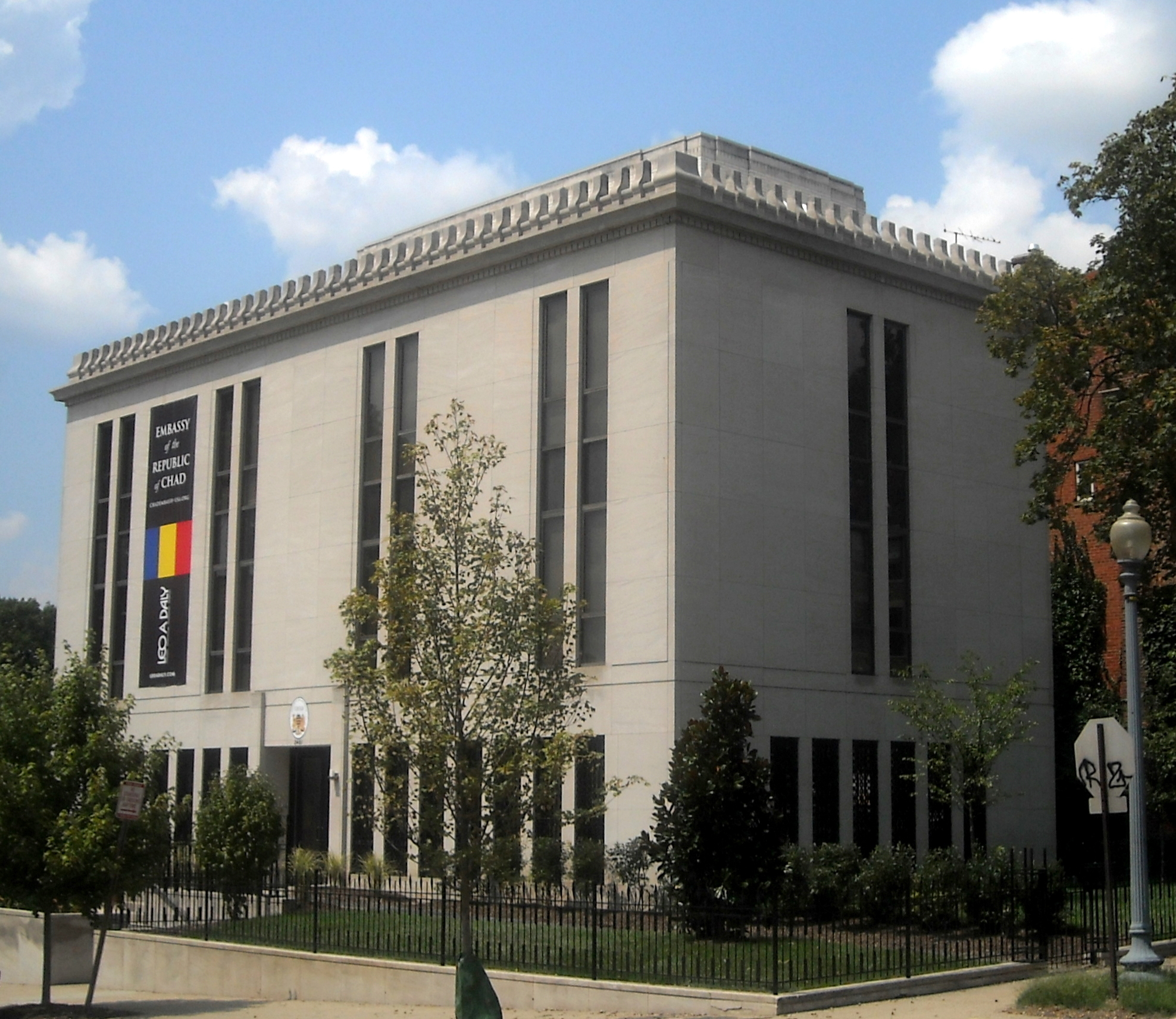
Ambasciata del Ciad a Washington

L'Assemblea nazionale detiene il potere legislativo. L'organo è composto da 155 membri eletti per quattro anni che si riuniscono tre volte all'anno. L'Assemblea tiene sessioni regolari due volte l'anno, a partire da marzo e ottobre, e può tenere sessioni speciali quando convocata dal primo ministro. I deputati eleggono un presidente dell'Assemblea nazionale ogni due anni. Il presidente deve firmare o respingere le leggi approvate entro quindici giorni. L'Assemblea nazionale deve approvare il piano di governo del primo ministro e può costringere quest'ultimo a dimettersi con un voto di sfiducia a maggioranza. Tuttavia, se l'Assemblea nazionale rifiuta il programma dell'esecutivo per due volte in un anno, il presidente può sciogliere l'Assemblea e indire nuove elezioni legislative. Di fatto, il presidente esercita una notevole influenza sull'Assemblea nazionale attraverso il suo partito, il Movimento patriottico di salvezza (MPS), che detiene una larga maggioranza.
Fino alla legalizzazione dei partiti di opposizione nel 1992, il MPS di Déby era l'unico partito legale in Ciad. Da allora, sono ufficialmente attivi 78 partiti politici. Nel 2005, i partiti di opposizione e le organizzazioni per i diritti umani hanno sostenuto il boicottaggio del referendum costituzionale che ha permesso a Déby di candidarsi alla rielezione per un terzo mandato tra le segnalazioni di diffuse irregolarità nella registrazione degli elettori e la censura governativa dei media indipendenti durante la campagna. I corrispondenti hanno giudicato le elezioni presidenziali del 2006 una mera formalità, poiché l'opposizione ha ritenuto l'evento una farsa e le ha boicottate.
Il Ciad è considerato uno stato fallito dall'istituto americano no-profit Fund for peace (FFP). A partire dal 2007 il Ciad ha ottenuto tra i punteggi più alti nella scala degli stati falliti. La corruzione è diffusa a tutti i livelli; l'indice di percezione della corruzione del 2005 di Transparency International ha classificato il Ciad come il paese più corrotto al mondo, alla pari del Bangladesh. La classifica del Ciad nell'indice è migliorata solo marginalmente negli ultimi anni. I critici del presidente Déby lo hanno accusato di clientelismo e tribalismo.
La morte del presidente del Ciad Idriss Déby, il 20 aprile 2021, ha comportato lo scioglimento dell'Assemblea nazionale e del governo e la sostituzione della leadership nazionale con un consiglio di transizione composto da ufficiali militari e guidato da suo figlio Mahamat Kaka.
Il CIA World Factbook stima il budget militare del Ciad al 4,2% del PIL a partire dal 2006; considerando l'allora PIL del paese ($ 7,095 miliardi), la spesa militare è stata stimata in circa $ 300 milioni. Tale stima è scesa al 2,0% dopo la fine della guerra civile in Ciad (2005-2010) come stimato dalla Banca Mondiale per l'anno 2011.

## Economia

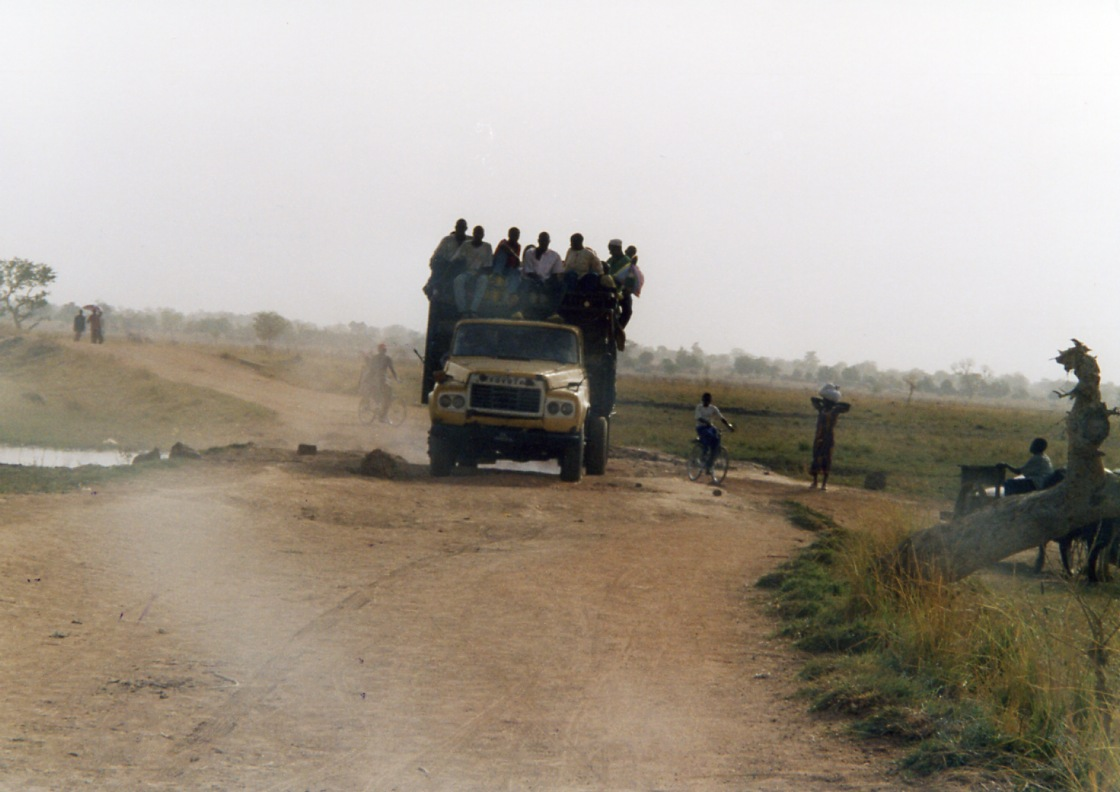
Mezzi di trasporto su una pista nel Ciad meridionale

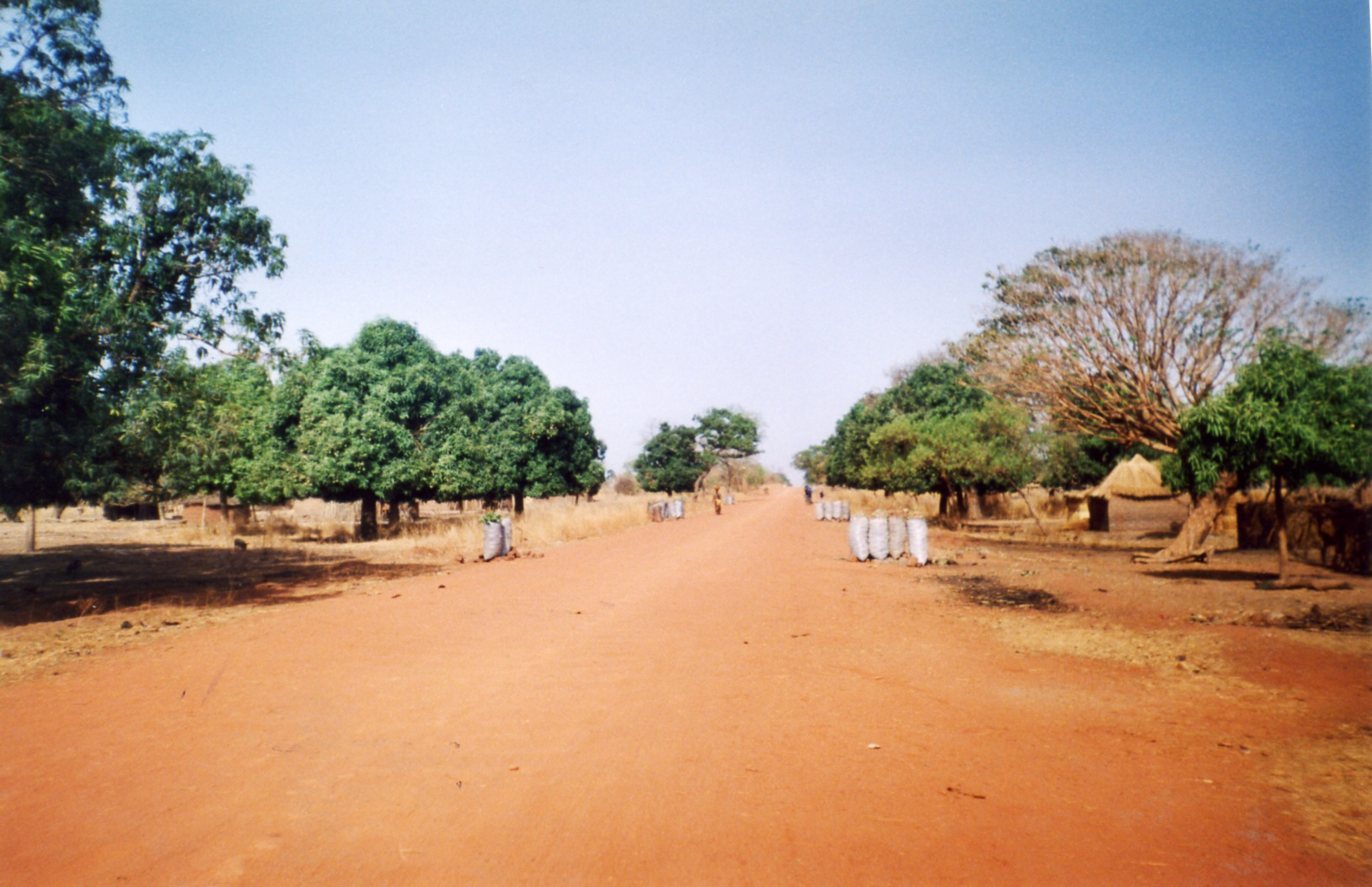
Vendita del carbone a legna su una pista nel Ciad meridionale

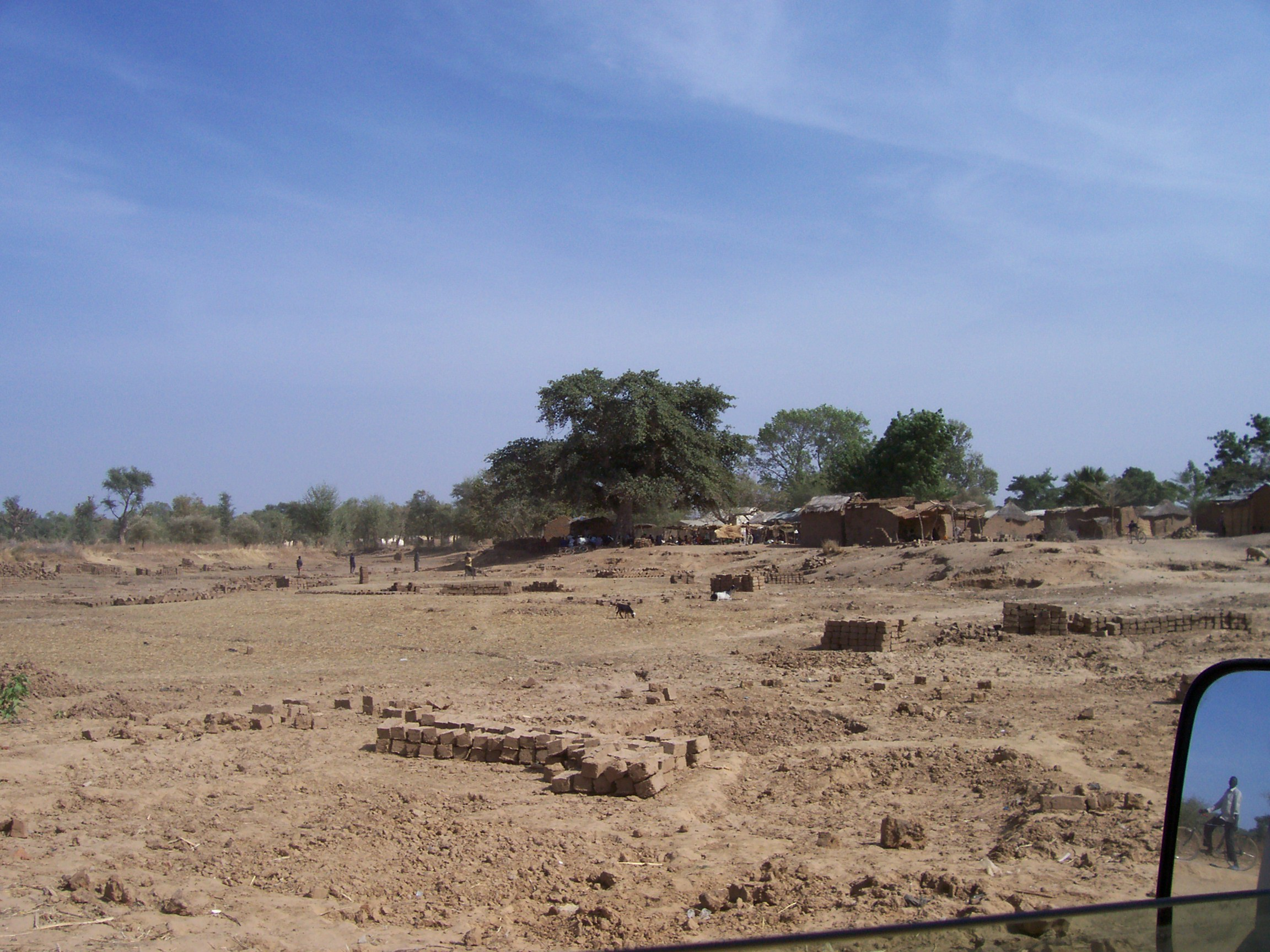
Produzione di mattoni di fango cotti per l'edilizia rurale nel Ciad meridionale

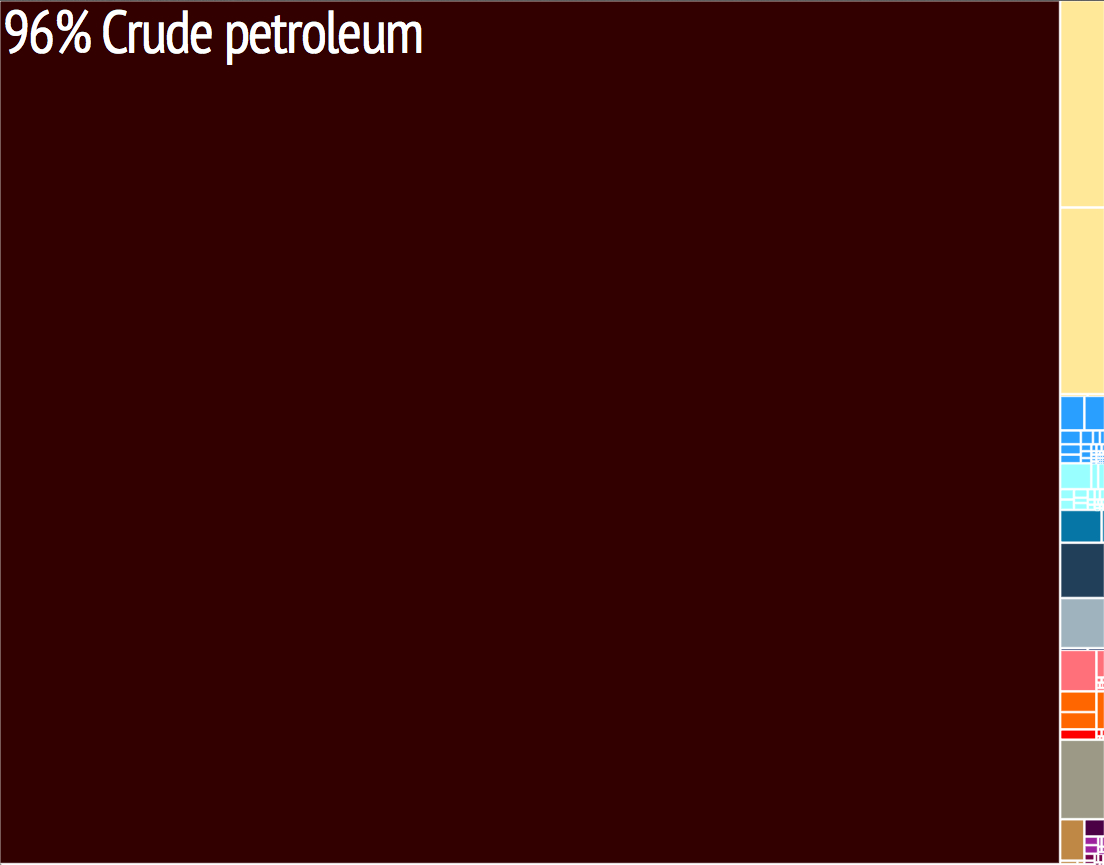
Rappresentazione grafica delle esportazioni di prodotti del Ciad in 28 categorie.

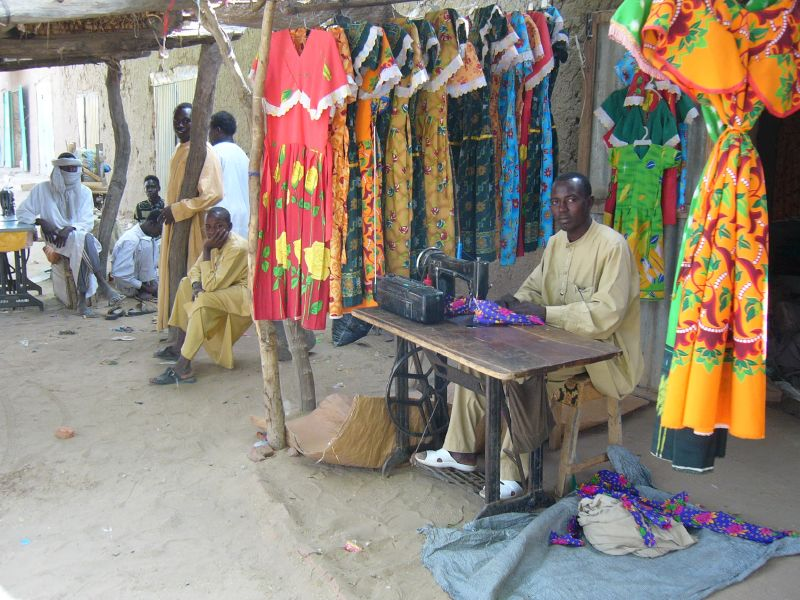
Un sarto ciadiano vende abiti tradizionali.

L'indice di sviluppo umano delle Nazioni Unite classifica il Ciad come il settimo paese più povero del mondo, con l'80% della popolazione che vive al di sotto della soglia di povertà. Il PIL pro capite (a parità del potere d'acquisto) è stato stimato in $ 1 651 nel 2009. Il Ciad fa parte della Banca degli Stati dell'Africa centrale, della Comunità economica degli Stati dell'Africa centrale (UDEAC) e dell'Organizzazione per l'armonizzazione del diritto commerciale in Africa (OHADA).
La valuta del Ciad è il franco CFA. Negli anni '60, vi era una fiorente industria mineraria di carbonato di sodio. Sono state anche trovate miniere di quarzo nella prefettura di Biltine. Nel 2000 sono iniziati importanti investimenti esteri diretti nel settore petrolifero, che hanno rilanciato le prospettive economiche del Paese.

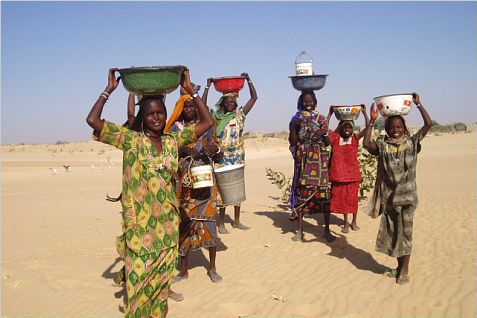
Donne ciadiane a Mao. L'accesso all'acqua pulita costituisce un problema in Ciad.

La maggior parte della popolazione ciadiana soffre la fame e vive in condizioni economiche precarie. Ciò è principalmente dovuto alle politiche economiche eccessivamente incentrate sullo sfruttamento delle risorse naturali (in particolare cotone e petrolio greggio), a un sistema economico globale che non promuove né incoraggia lo sviluppo dell'industrializzazione, e al fallimento nel sostenere la produzione agricola locale. Le città del Ciad affrontano serie difficoltà di infrastrutture dei servizi; solo il 48% dei residenti urbani ha accesso all'acqua potabile e solo il 2% ai servizi igienici di base.
Prima dello sviluppo dell'industria petrolifera, il settore industriale più rilevante era rappresentato dalla produzione del cotone. Le esportazioni di cotone raggiungono tuttora quantità particolarmente importanti, ma non siano disponibili cifre ufficiali. Oltre al cotone, è rilevante l'allevamento di bestiame e la produzione di gomma arabica.
Secondo le Nazioni Unite, nel Ciad è in corso una crisi umanitaria a partire dal 2001. Al 2008, il Paese ospitava oltre 280.000 rifugiati dalla regione sudanese del Darfur, oltre 55.000 dalla Repubblica Centrafricana e oltre 170.000 sfollati interni. Organizzazioni come Save the Children hanno sospeso le attività a causa delle uccisioni di operatori umanitari.

### Agricoltura e allevamento
Dei 128,4 milioni di ettari di superficie territoriale, il deserto del Sahara costituisce il 47%, il 43% ricade nel Sahel e il 10% si trova nella sottostante fascia sudanese. Del totale, 3,0 milioni di ettari sono coltivati, i pascoli occupano 45 milioni di ettari.
Il settore agricolo contribuisce per il 23% alla formazione del Prodotto interno lordo (PIL) del quale solo il 3% dalle colture commerciali. Inoltre, esso fornisce occupazione ai due terzi circa della popolazione attiva del paese; le donne sono rappresentate per oltre la metà. L'agricoltura è dominata da aziende contadine che praticano sistemi di produzione estensivi e poco produttivi, su superfici da 2 a 5 ettari per le colture in seccagno. Oltre l'80% della popolazione del Ciad fa affidamento sull'agricoltura di sussistenza e sull'allevamento di bestiame per il proprio sostentamento. Le colture e le localizzazioni delle mandrie sono determinate dal clima locale. Nel 10% più meridionale del territorio si trova il terreno più fertile del Paese, con ricchi raccolti di sorgo e miglio, che rappresentano i due terzi circa della produzione. Nel Sahel crescono solo le varietà di miglio più resistenti, che hanno rese molto inferiori rispetto a quelle che crescono al sud. D'altra parte, il Sahel costituisce il pascolo ideale per le grandi mandrie di bovini e per capre, pecore, asini e cavalli. Le oasi sparse nel Sahara forniscono solo datteri e legumi.
Le colture commerciali principali, coltivate in seccagno, sono il cotone, le oleifere (arachide e sesamo e leguminose da granella). L'irrigazione si pratica su ventiseimila ettari circa lungo i fiumi Chari-Logone e gli oued Kanem, Ouaddaï e Batha e nelle vicinanze dei laghi Ciad e Fitri, per la produzione di cereali, riso, ortaggi, frutta e canna da zucchero.
L'allevamento è praticato in forma estensiva soprattutto nelle zone pastorali settentrionali ed agropastorali al sud e riguarda principalmente i piccoli ruminanti (9,9 milioni di capi nel 2012), i bovini (7,8 milioni), i cammelli (1,45 milioni di capi) ed il pollame (5,7 milioni di capi).

### Foreste
Le foreste si estendono su 11,4 milioni di ettari e coprono il 9% del territorio, sviluppandosi come savana arborata nella porzione meridionale sudanese del paese. Le foreste forniscono legna da ardere (la principale fonte di energia disponibile) e gomma arabica. Secondo il Programma delle Nazioni Unite, nel periodo 1990-2010 hanno subito una diminuzione del 12,1%.

### Pesca
La pesca si esercita in un complesso fluviale (Chari, Logone e pianure inondate) e lacustre (Ciad, Fitri e Mayo Kebbi) esteso 93.000 km² nel quale vivono circa 177 specie ittiche, 27 delle quali oggetto di sfruttamento commerciale. Si stima che il 43% della produzione (2001) provenga dal lago Ciad. L'89% del pescato (53.000 tonnellate nel 2003), è trasformato (seccato o affumicato) artigianalmente. Il 44% della produzione è esportato nella regione (Nigeria, Repubblica Centrafricana, Niger e Camerun).

### Produzione, commercio e sicurezza alimentare

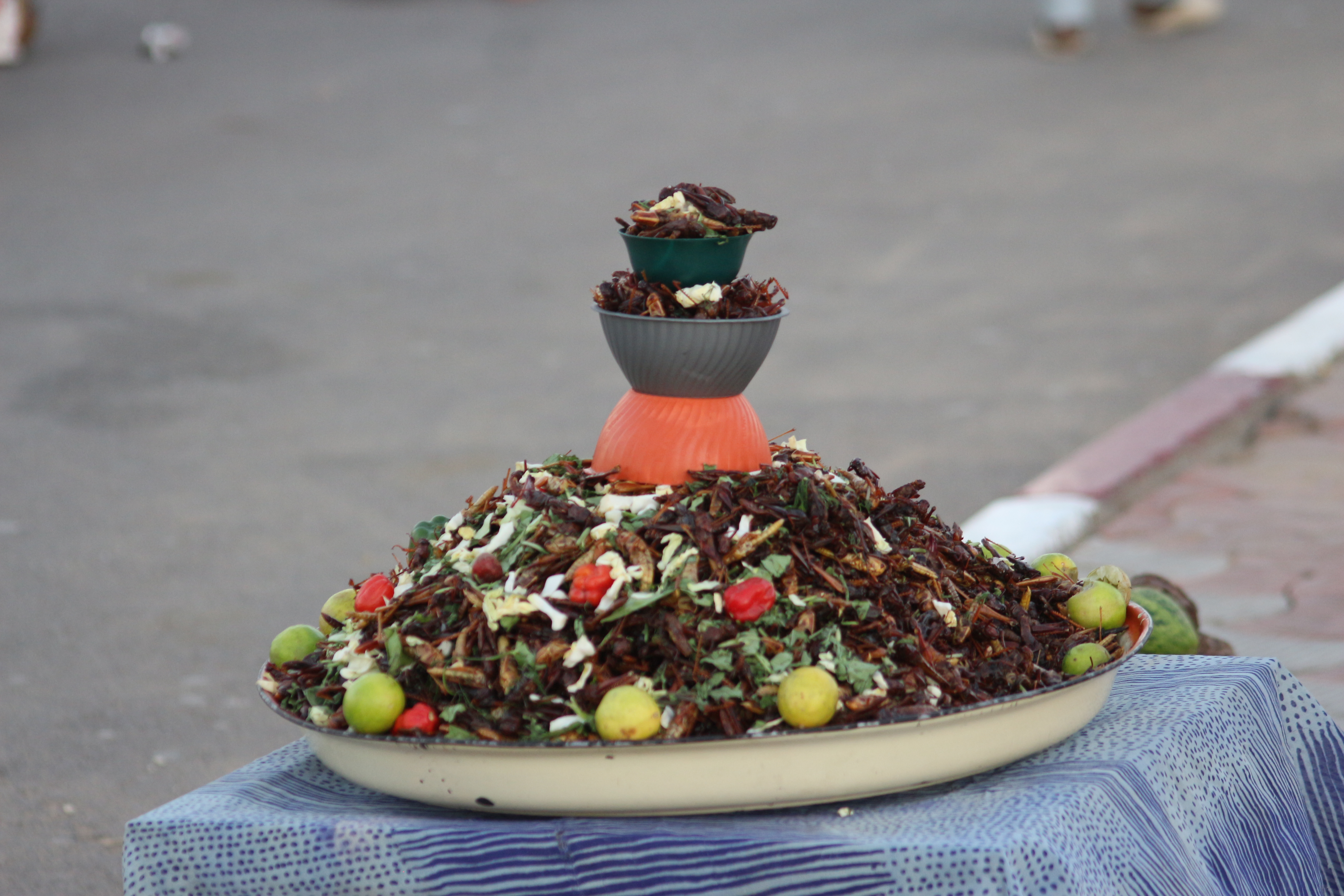
Locuste alla griglia o fritte

Il Prodotto Interno Lordo (PIL) per abitante si aggira 1.343 dollari all'anno nel 2009, con una partecipazione del settore agricolo del 13,6% nel periodo 2005-2010. Nel 2013, il settore impiega il 62,14% della popolazione attiva. Importatore netto di prodotti alimentari di base quali cereali (193.000 tonnellate nel 2009), latte in polvere, farine, zucchero, il paese esporta cotone, pellame, arachidi e gomma arabica. Nel periodo 2008-2012 ha anche ricevuto una media di 99.000 tonnellate di aiuti alimentari all'anno. Il 29,4% della popolazione è sottonutrita e il 55% vive sotto la soglia della povertà (nel 2002) che colpisce in particolare la popolazione rurale (58,6%).

## Infrastrutture e trasporti

### Trasporti

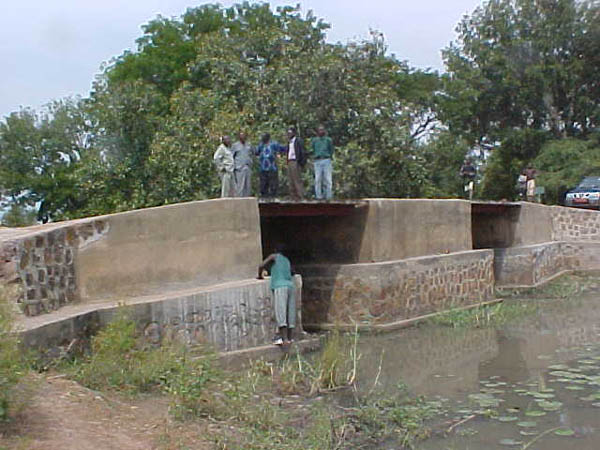
Un ponte sul fiume Bragoto.

La guerra civile ha paralizzato lo sviluppo delle infrastrutture di trasporto; nel 1987, il Ciad aveva solo 30 km di strade asfaltate. I successivi progetti di risanamento stradale hanno ampliato la rete a 550 chilometri (340 mi) al 2004. Tuttavia, la rete stradale rimane fortemente limitata; le strade sono spesso inagibili per diversi mesi all'anno. Priva di ferrovie proprie, il Ciad dipende fortemente dal sistema ferroviario del Camerun per il trasporto di esportazioni e importazioni da e verso il porto marittimo di Douala.

#### Trasporto aereo

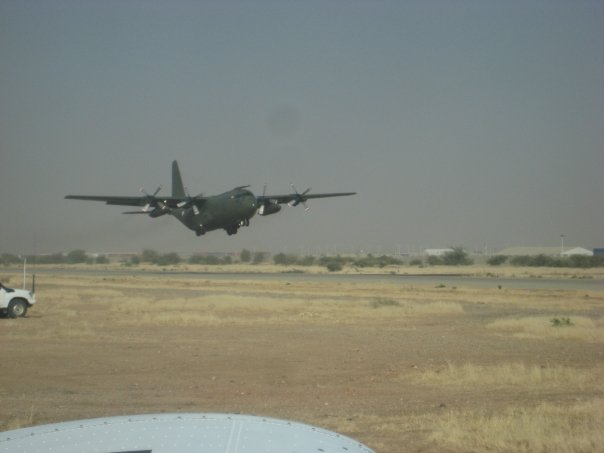
Un aereo in atterraggio ad Abéché.

Al 2013 sul territorio del Ciad sono presenti 59 aeroporti, solo nove dei quali hanno piste asfaltate. L'aeroporto internazionale di N'Djamena serve la capitale e fornisce voli di linea verso Parigi e verso diverse destinazioni in Africa.

### Energia
Il settore energetico del Ciad ha subito anni di cattiva gestione da parte della società parastatale Chad Water and Electric Society (STEE), che fornisce energia al 15% dei cittadini della capitale, coprendo con i propri servizi solo l'1,5% della popolazione nazionale. La maggior parte dei ciadiani utilizza combustibili da biomassa come legno e letame animale come fonte di energia.
ExxonMobil guida un consorzio costituito anche da Chevron e Petronas che ha investito 3,7 miliardi di dollari per lo sviluppo delle riserve petrolifere nel sud del Ciad, stimate in un miliardo di barili. La produzione di petrolio è iniziata nel 2003 con il completamento di un oleodotto (finanziato in parte dalla Banca Mondiale) che collega i giacimenti meridionali ai terminali della costa atlantica del Camerun. Come condizione per il finanziamento, la Banca Mondiale ha insistito affinché l'80% delle entrate dall'industria estrattiva fosse speso in progetti di sviluppo. Nel gennaio 2006 la Banca Mondiale sospese il programma di prestiti quando il governo del Ciad approvò leggi atte a ridurre tale importo. Il 14 luglio 2006, la Banca mondiale e il Ciad firmarono un memorandum d'intesa in base al quale il governo del Ciad avrebbe impegnato il 70% della propria spesa in programmi prioritari di riduzione della povertà.

### Telecomunicazioni
Il sistema di telecomunicazioni è molto poco capillare, con servizi di telefonia fissa particolarmente costosi forniti dalla compagnia telefonica statale SotelTchad. Nel 2000 nel Paese c'erano solo 14 linee telefoniche fisse ogni 10.000 abitanti, una delle densità telefoniche più basse al mondo.
Anche Gateway Communications, fornitore panafricano di connettività e telecomunicazioni, è presente in Ciad. Nel settembre 2013, il Ministero delle poste e delle tecnologie dell'informazione e della comunicazione (PNTIC) del Ciad annunciò che il paese avrebbe cercato un partner per lo sviluppo dell'infrastruttura della tecnologia in fibra ottica.
Il Ciad è all'ultimo posto nel Network Readiness Index (NRI) del World Economic Forum, un indicatore per determinare il livello di sviluppo delle tecnologie dell'informazione e della comunicazione di un determinato paese. Nella classifica NRI del 2014, il Ciad si è classificato al numero 148 su 148 paesi, in calo rispetto ai 142 del 2013. Nel settembre 2010 il tasso di penetrazione dei telefoni cellulari è stato stimato al 24,3% su una stima della popolazione di 10,7 milioni.

## Media
Il pubblico televisivo del Ciad è limitato a N'Djamena. L'unica emittente televisiva è la Télé Tchad, di proprietà statale. La radio ha una portata molto più ampia, con 13 stazioni radio private. I giornali sono limitati in quantità e distribuzione, con diffusione ridotta a causa dei costi di trasporto, dei bassi tassi di alfabetizzazione e della povertà.

## Istruzione e università
Sebbene la frequenza scolastica sia obbligatoria, solo il 68 per cento dei ragazzi frequenta la scuola primaria e più della metà della popolazione è analfabeta. L'unica istituzione universitaria si trova nella capitale N'Djamena. Con il 33%, il Ciad ha uno dei tassi di alfabetizzazione più bassi dell'Africa subsahariana.
Un rapporto del Dipartimento del lavoro degli Stati Uniti del 2013 ha riportato che la frequenza scolastica dei bambini dai 5 ai 14 anni era del 39%. Questi numeri possono essere in parte correlati alla questione del lavoro minorile, poiché lo stesso rapporto afferma che il 53% dei bambini di età compresa tra 5 e 14 anni lavorava e che il 30% dei bambini di età compresa tra 7 e 14 anni combinava lavoro e istruzione. Un rapporto più recente elenca l'allevamento di bestiame come una delle principali attività che impiegano minori.
In ambiti universitario l'Università di N'Djaména è stata fondata nel 1971.

## Cultura
| Data        | Nome inglese                              |
| ----------- | ----------------------------------------- |
| 1 gennaio   | Capodanno                                 |
| 1 maggio    | Festa dei lavoratori                      |
| 25 maggio   | Giornata della Liberazione Africana       |
| 11 agosto   | Giorno dell'Indipendenza                  |
| 1 novembre  | Ognissanti                                |
| 28 novembre | Festa della Repubblica                    |
| 1 dicembre  | Giornata della Libertà e della Democrazia |
| 25 dicembre | Natale                                    |

### Festività
Grazie alla grande varietà di etnie e lingue, il Ciad possiede un ricco patrimonio culturale. Durante l'anno vengono osservate sei festività nazionali; le festività mobili includono la festa cristiana del lunedì dell'Angelo e le festività musulmane di Eid ul-Fitr, Eid ul-Adha e Eid Milad Nnabi.. La ricorrenza nazionale è l'11 agosto, Jour de l'Indépendance, in cui si celebra l'indipendenza dalla Francia, nel 1960.

### Musica
La tradizione musicale del Ciad comprende una serie di strumenti come il kinde, una sorta di arpa; il kakaki, un lungo corno di latta; e l'hu hu, uno strumento a corde che usa le zucche a fiasco come cassa di risonanza. Altri strumenti sono più legati a specifiche etnie: i Sara prediligono fischietti, balafon, arpe e tamburi kodjo; i Kanembu combinano i suoni dei tamburi con quelli di strumenti simili a flauti. Il gruppo musicale Chari Jazz, formatosi nel 1964, ha dato il via alla scena musicale moderna del Ciad. In seguito, gruppi più rinomati come African Melody e International Challal hanno tentato di mescolare modernità e tradizione. Gruppi popolari come il Tibesti si sono invece basati sul sai, uno stile musicale tradizionale del Ciad meridionale. Tra i cantanti ciadiani spicca Abdoulaye Nderguet, soprannominato L'usignolo del Ciad. A partire dal 1995 si è sviluppato un maggiore interesse verso la musica moderna, favorendo una maggiore distribuzione di CD e audiocassette di artisti ciadiani. La pirateria e la mancanza di tutele legali per i diritti d'autore costituiscono serie problematiche per l'ulteriore sviluppo dell'industria musicale ciadiana.

### Produzione letteraria
Come in altri paesi del Sahel, la letteratura in Ciad è dominata da temi di oppressione politica e discorso storico, trattati da parte di autori spesso in esilio politico o in rifugio all'estero. Dal 1962, venti autori ciadiani hanno scritto circa sessanta opere di narrativa. Tra gli scrittori più famosi a livello internazionale ci sono Joseph Brahim Seïd, Baba Moustapha, Antoine Bangui e Koulsy Lamko. Nel 2003 l'unico critico letterario del Ciad, Ahmat Taboye, ha pubblicato il suo Anthologie de la littérature tchadienne per approfondire la conoscenza della letteratura ciadiana a livello internazionale e per sopperire alla mancanza di case editrici nel proprio paese.

### Patrimoni dell'umanità
Alcuni siti del Ciad sono stati iscritti nella Lista dei patrimoni dell'umanità dell'UNESCO.

### Cinema
Lo sviluppo di un'industria cinematografica, iniziata con i cortometraggi di Edouard Sailly negli anni '60, è stato ostacolato dalle devastazioni delle guerre civili e dalla mancanza di sale cinematografiche: ne esiste solo una in tutto il paese (il Normandie a N'Djamena). L'industria del cinema ha ripreso a crescere negli anni '90, con il lavoro dei registi Mahamat-Saleh Haroun, Issa Serge Coelo e Abakar Chene Massar. Il film di Haroun Abouna è stato acclamato dalla critica e il suo Daratt ha vinto il Gran Premio Speciale della Giuria alla 63ª Mostra internazionale d'arte cinematografica di Venezia. Il lungometraggio del 2010 A Screaming Man ha vinto il Premio della Giuria al Festival di Cannes 2010, rendendo Haroun il primo regista ciadiano a partecipare e a vincere tale premio.

### Cucina
Il miglio è l'alimento base della cucina ciadiana. Esso è usato per produrre palline di pasta che vengono immerse nelle salse. Nel nord del paese questo piatto è conosciuto come alysh; nel sud è invece noto come biya. Il pesce è un alimento diffuso, generalmente preparato e venduto come salanga (Alestes e Hydrocynus essiccati al sole e leggermente affumicati) o come banda (pesce grosso affumicato). Carcaje è un popolare tè rosso dolce estratto dalle foglie di ibisco. Le bevande alcoliche, sebbene assenti nel nord, sono diffuse nel sud, dove le persone consumano una birra a base di miglio nota come billi-billi quando prodotta dal miglio rosso e come coshate quando dal miglio bianco.

### Sport
Il calcio è lo sport più popolare in Ciad. La squadra nazionale del paese è molto seguita durante le competizioni internazionali e diversi calciatori ciadiani hanno giocato per le squadre di club francesi. Molto diffusi sono il basket e la lotta libera, quest'ultima praticata in una forma in cui i lottatori indossano le tradizionali pelli di animali ricoprendosi di polvere.